# Айдан Віроломний мак Габрайн
Айдан мак Габрайн (ірл. Áedán mac Gabráin; бл. 534 — бл. 608) — король Дал Ріади в 574—608 роках. Вів запеклі війни з сусідами, зумівши розширити свої володіння. Незважаючи на початкові успіхи зрештою зазнав тяжких поразок від південних піктів та королівства Берніція.

## Життєпис
Син короля Габрана мак Домангарта. Народився близько 534 року. Про молоді роки обмаль відомостей, втім ймовірно що на момент смерті батька був досить молодим та не мав певного
авторитету, тому трон перейшов до стриєчного брата (за іншими відомостями стрийка) Коналла I мак Комгайла. Лише після смерті останнього у 574 році отримав владу.
Невдовзі проти нього виступив рідний брат Еоган, але за підтримки Колумби зумів затвердитися у владі. Останній навіть був висвячений на короля Колумбою, що є першим прикладом висвячення, відомого в Британії та Ірландії. Невдовзі проти нього повстав Дунхад, син Коналла, але в битві при Телоху (або Делгу) в Кінтайрі, Айдан здобув впевнену перемогу Дунхад та декілька братів Айдана загинули.
Опинився в непростій ситуації у відносинах з васалами. Відповідно до «Історія народу Альби» королю Дал Ріади на о. Британія підкорялися 3 підкоролівства (кенели) — Габрайн (володіння Кінтайр, Ковал і Б'ют); Лоарн (північний Аргайл); і Енгус (Айла). Усередині них існували менші підрозділи (племена або сенху); на о. Ірландії — частина Ольстера, якою керував Баетан мак Кайрілл з Дал Фіатаху.
У 575 році у Муллах (або Дейзі-Хілл), поблизу Лімаваді, відбулися збори знаті за участю Айдана, Аед мак Айнмуйреха, верховного короля  Ірландії, та Колумби. Аедан і Аед домовилися про розподіл володінь в Ольстері, також Айдан пообіцяв надавати допомогу Аеду своїм флотом та використовувати в кампаніях в Ірландії лише вояків зі своїх володінь в Ольстері.
580 року на прохання Бруде I, короля Піктії, допоміг придушити повстання на Оркнейських островах. Невдовзі на прохання Морканта виступив проти Рідерха I ап Тутагуала, короля Алт-Куїта, якого повалив. Втім не опікувався зміцнення Морканта, а пограбувавши країну, повернувся до себе. 582 року спробував вже захопити частину Піктії, але зазнав невдачі. 583 року захопив острів Мен. Висловлюється думка, що новий король піктів Гартнарт II (посів трон 584/586 року) був сином Айдана. В будь-якому разі за час його панування між Дал Ріадою і Піктією був мир.
585 року Айдан вступив у союз із бриттськими королівствами Регедом, Стратклайдом і Гододіном, спільно з якими виступив проти Берніція. Ця кампанія була однією з останніх спроб бриттів домогтися вигнання англів з півночі Британії. Спочатку у битві біля Беруїна було завдано поразки ворожому королю Фрітувальду, який загинув. Але також загинув Домангарт, син Айдана. 586 року було переможено наступника загиблого Гуссу, який втік до о.Ліндісфарн, а Айданн з союзниками захопили столицю Берніції — Дін-Гуарді. Війська коаліції взяли в облогу деякі з фортець, що залишилися під владою англів, але тут у їхньому війську почалися чвари. Можливо, деякі королі бриттів були підкуплені Гуссою. У результаті Моркант, король Гододдіна, у 590 році підіслав вбивцю до Уріена, короля Регеда. Після смерті Уріена коаліція розпалася, а облога була знята.
590 року Айдан рушив на підкорення союзу південнопіктських племен меатів (верхня течія річки Форт). Незважаючи на перемогу у битві при Лейтрейді (або Лейтрігу) загинув сини Аедана — Артур та Еохайд Фінд. 599 року виступив проти південних піктів, але зазнав поразки в битві біля Стратмора.
Втім успіхи Етельфріта, короля Берніції, у війні проти королівства Гододдін, викликали занепокоєння Айдана, який виступив проти англського короля. У 603 році у битві при Дегсастані Айдан зазнав нищівної поразки. Більшість скоттів загинуло, а сам Айдан втік. Втім англи також понесли чималі втрати, зокрема загинув брат короля Теобальд з усім загоном. За свідченням хроністів, після того як звістка про цю перемогу поширилася Британією, жоден король більш не ризикував воювати з Етельфрітом. Ймовірно в цьому відбито факт такого, що Адин та інші бриттські королі замирилися з Берніцією.
Помер близько 608 року. Йому спадкував син Еохайд Бюде.